# Aeroportul Cloncurry
Aeroportul Cloncurry (IATA: CNJ, ICAO: YCCY) este un aeroport din Queensland, Australia ce deservește zona cloncurryite⁠(d). Aeroportul a fost tranzitat în 2022 de 58.654 de pasageri.
Situat la o altitudine de 191 m, aeroportul dispune de o singură pistă. Este operat de Shire of Cloncurry⁠(d).